# Joshipura
Joshipura è una suddivisione dell'India, classificata come municipality, di 28.756 abitanti, situata nel distretto di Junagadh, nello stato federato del Gujarat. In base al numero di abitanti la città rientra nella classe III (da 20.000 a 49.999 persone).

## Geografia fisica
La città è situata a 21° 33' 26 N e 70° 26' 52 E.

## Società

### Evoluzione demografica
Al censimento del 2001 la popolazione di Joshipura assommava a 28.756 persone, delle quali 14.864 maschi e 13.892 femmine. I bambini di età inferiore o uguale ai sei anni assommavano a 3.469, dei quali 1.971 maschi e 1.498 femmine. Infine, coloro che erano in grado di saper almeno leggere e scrivere erano 22.378, dei quali 12.158 maschi e 10.220 femmine.